# Филмографија Џејмса Макавоја
Џејмс Мекавој шкотски је глумац који је дебитовао као тинејџер у филму The Near Room са Ендијем Серкисом из 1995. године. Појавио се у филмовима Wimbledon (2004) и Inside I'm Dancing (2004), пре него што је добио улогу господина Тумнуса у филмској фантазији из 2005. године Летописи Нарније: Лав, вештица и орман, заснованом на роману К. С. Луиса из 1950. године. Наредне године, глумио је у драмском филму режисера Кевина Мекдоналда Последњи краљ Шкотске. Такође је играо у романтичним филмовима Пенелопи (2006) са Кристином Ричи, Прича о Џејн (2007) са Ени Хатавеј и Покајање (2007) са Кирајом Најтли. Дебитовао је на позоришној сцени улогом Риф у West Side Story у Кортјард центару за уметност у Херефорду. Од тада је наступао у неколико продукција на Вест Енду, добивши четири номинације за Лоренс Оливије награду за најбољег глумца.
Године 2011, Џејмс Мекавој је добио улогу Чарлса Ксавијера, измишљеног лика заснованог на Марвеловом стрипу, у суперхеројском филму Икс-људи: Прва класа (2011). Касније је поново играо ту улогу у филмовима Икс-људи: Дани будуће прошлости (2014), Икс-људи: Апокалипса (2016), Дедпул 2 (2018) и Икс-људи: Мрачни Феникс (2019). Мекавој је глумио у криминалној комедији-драми из 2013. године Смеће, за коју је освојио награду за најбољег глумца на додели Британске независне филмске награде. Годину дана касније, глумио је са Џесиком Честејн у филму The Disappearance of Eleanor Rigby, заједничком наслову три филма: Him, Her и Them. Године 2016, тумачио је Кевина Вендела Крама, човека са 23 алтернативне личности, у филму М. Најта Шјамалана Подељен, за шта је добио похвале критике. Ову улогу је поновио у наставку Glass (2019). Играо је и у научнофантастичном хорору Виктор Франкенштајн са Данијелом Редклифом (2015), акционом трилеру Атомска плавуша са Шарлиз Терон (2017), као и у натприродном хорору То: Друго поглавље, другом делу филмсог серијала То, засноване на роману Стивена Кинга из 1986. године.
Мекавојев телевизијски рад укључује мању улогу у ратној драмској минисерији HBO-а Браћа по оружју (2001), трилеру State of Play (2003) и улогу Лета II Атреидеса у научнофантастичној минисерији Деца Дине Френка Херберта (2003). Од 2004. до 2005. године играо је Стива Мекбрајда у британској комедијској драми Shameless. Од 2019. до 2022. године тумачио је Лорда Азријела Белакву у серији BBC/HBO-а Његова мрачна ткања.

## Филм
| Година | Филм                                   | Улога                    | Напомена          | Реф.   |
| ------ | -------------------------------------- | ------------------------ | ----------------- | ------ |
| 1995.  | The Near Room                          | Кевин Севиџ              |                   | [ 4 ]  |
| 1997.  | An Angel Passes By                     | дечко из краја           | кратки филм       | [ 5 ]  |
| 1997.  | Regeneration                           | Ентони Балфор            |                   | [ 6 ]  |
| 2001.  | Swimming Pool                          | Мајк                     |                   | [ 7 ]  |
| 2003.  | Млади и лепи                           | Гроф од Балкерна         |                   | [ 8 ]  |
| 2003.  | Краљица Боливуда                       | Џеј                      |                   | [ 9 ]  |
| 2004.  | Wimbledon                              | Карл Колт                |                   | [ 10 ] |
| 2004.  | Strings                                | Хал Тара                 | гласовна улога    | [ 11 ] |
| 2004.  | Inside I'm Dancing                     | Рори О'Шеј               |                   | [ 12 ] |
| 2005.  | Летописи Нарније: Лав, вештица и орман | господин Тумнус          |                   | [ 13 ] |
| 2006.  | Последњи краљ Шкотске                  | Николас Гариган          |                   | [ 14 ] |
| 2006.  | Почетно питање                         | Брајан Џексон            |                   | [ 15 ] |
| 2006.  | Пенелопи                               | Џони Мартин/Макс Кемпион |                   | [ 16 ] |
| 2007.  | Прича о Џејн                           | Томас Лефрој             |                   | [ 17 ] |
| 2007.  | Покајање                               | Роби Тернер              |                   | [ 18 ] |
| 2008.  | Тражен                                 | Весли А. Гибсон          |                   | [ 19 ] |
| 2009.  | Последња станица                       | Валентин Булгаков        |                   | [ 20 ] |
| 2010.  | Завереник                              | Фредрик Ејкен            |                   | [ 21 ] |
| 2011.  | Гномео и Јулија                        | Гномео                   | гласовна улога    | [ 22 ] |
| 2011.  | Икс-људи: Прва класа                   | Завијер\|Чарлс Завијер}  |                   | [ 23 ] |
| 2011.  | Мисија: Спасити Божић                  | Артур                    | гласовна улога    | [ 24 ] |
| 2013.  | Welcome to the Punch                   | Макс Левински            |                   | [ 25 ] |
| 2013.  | Транс                                  | Сајмон Њутон             |                   | [ 26 ] |
| 2013.  | Прљаво                                 | Марк                     |                   | [ 27 ] |
| 2014.  | Muppets Most Wanted                    | достављач                | камео             | [ 28 ] |
| 2014.  | Икс-људи: Дани будуће прошлости        | Професор Екс             |                   | [ 29 ] |
| 2014.  | The Disappearance of Eleanor Rigby     | Конор Ладлоу             |                   | [ 30 ] |
| 2015.  | Victor Frankenstein                    | Виктор Франкенштајн      |                   | [ 31 ] |
| 2016.  | Икс-људи: Апокалипса                   | Професор Екс             |                   | [ 32 ] |
| 2016.  | Подељен                                | Кевин Вандел Крамб       |                   | [ 33 ] |
| 2017.  | Атомска плавуша                        | Дејвид Персивал          |                   | [ 34 ] |
| 2017.  | До дна                                 | Џејмс Мур                |                   | [ 35 ] |
| 2018.  | Патуљак Шерлок Гномс                   | Гномс                    | гласовна улога    | [ 24 ] |
| 2018.  | Дедпул 2                               | Професор Екс             | непотписани камео | [ 36 ] |
| 2019.  | Glass                                  | Кевин Вандел Крамб       |                   | [ 37 ] |
| 2019.  | Икс-мен: Мрачни Феникс                 | Професор Екс             |                   | [ 32 ] |
| 2019.  | То: Друго поглавље                     | Бил Денбро               |                   | [ 38 ] |
| 2021.  | My Son                                 | Едмонд Мареј             |                   | [ 39 ] |
| 2022.  | The Bubble                             | себе                     | камео             | [ 40 ] |
| 2023.  | The Book of Clarence                   | Понтије Пилат            |                   | [ 41 ] |
| 2024.  | Не говори зло                          | Педи                     |                   | [ 42 ] |
| TBA    | Turn Up The Sun!                       | TBA                      | снимање у току    | [ 43 ] |
| TBA    | Control                                | Доктор Конвеј            | снимање у току    | [ 44 ] |

| Филмови који још нису објављени | Означава филмове који још нису објављени |

## Телевизија
| Година     | Филм                             | Улога                    | Напомена                          | Реф.          |
| ---------- | -------------------------------- | ------------------------ | --------------------------------- | ------------- |
| 1997.      | The Bill                         | Гавин Доналд             | епизода: Rent                     | [ 45 ]        |
| 2001.      | Band of Brothers                 | Џејмс В. Милер           | епизода: Replacements             | [ 46 ]        |
| 2001.      | Lorna Doone                      | Сержант Блоксам          | телевизијски филм                 | [ 5 ]         |
| 2001.      | Murder in Mind                   | Мартин Воспер            | епизода: Teacher                  | [ 47 ]        |
| 2002.      | White Teeth                      | Џош Малфен               | 2 епизоде                         | [ 48 ]        |
| 2002.      | The Inspector Lynley Mysteries   | Гоан Рос                 | епизода: Payment in Blood         | [ 49 ]        |
| 2002.      | Foyle's War                      | Реј Притчард             | епизода: The German Woman         | [ 50 ]        |
| 2003.      | Frank Herbert's Children of Dune | Лето II Атреидес         | 3 епизоде                         | [ 51 ]        |
| 2003.      | State of Play                    | Дан Фостер               | 6 епизоде                         | [ 52 ]        |
| 2003.      | Early Doors                      | Лиам                     | 4 епизоде                         | [ 53 ]        |
| 2004–2005. | Shameless                        | Стив Мекбрајд            | 13 епизоде                        | [ 54 ]        |
| 2005.      | ShakespeaRe-Told                 | Џо Мекбет                | епизода: Macbeth                  | [ 55 ]        |
| 2018.      | Watership Down                   | Хејзел (глас)            | 4 епизоде                         | [ 56 ]        |
| 2019.      | Уживо суботом увече              | себе / домаћин           | епизода: James McAvoy/Meek Mill   | [ 57 ]        |
| 2019–2022. | His Dark Materials               | Лорд Азријел Белаква     | 9 епизоде                         | [ 58 ] [ 59 ] |
| 2021.      | Together                         | Хи                       | телевизијски филм                 | [ 60 ]        |
| 2022.      | The Sandman                      | Човек златне косе (глас) | епизода: Dream of a Thousand Cats | [ 61 ]        |

## Позориште
| Година     | Филм                       | Улога                   | Место                                          | Реф.   |
| ---------- | -------------------------- | ----------------------- | ---------------------------------------------- | ------ |
| 1999.      | West Side Story            | Риф                     | Кортјард центар за уметност у Херефорду        | [ 5 ]  |
| 1999.      | Ромео и Јулија             | Ромео                   | Кортјард центар за уметност у Херефорду        | [ 5 ]  |
| 1999.      | Лепотица и звер            | Боби Бакфаст            | Театар Адам Смит                               | [ 62 ] |
| 2000.      | The Tempest                | Фердинанд               | Позориште Траверс                              | [ 5 ]  |
| 2000.      | The Reel of the Hanged Man | Џералд                  | Позориште Брантон                              | [ 5 ]  |
| 2000.      | Lovers                     | Џо                      | Краљевски Лицејум театар                       | [ 5 ]  |
| 2001.      | Out In The Open            | Иги                     | Позориште Хемпстед                             | [ 63 ] |
| 2001.      | Privates on Parade         | поручник Стивен Флауерс | Донмар Вахауc                                  | [ 64 ] |
| 2005.      | Breathing Corpses          | Бен                     | Позориште Краљевског двора                     | [ 65 ] |
| 2009.      | Three Days of Rain         | Волкер и Нед            | Позориште Аполон                               | [ 66 ] |
| 2013.      | Macbeth                    | Макбет                  | Трафалгар студио                               | [ 67 ] |
| 2015.      | The Ruling Class           | Џек Гурни               | Трафалгар студио                               | [ 68 ] |
| 2019–2022. | Cyrano de Bergerac         | Сирано                  | Позориште Плејхаус Академија музике у Бруклину | [ 69 ] |

## Видео-игра
| Година | Наслов         | Гласовна улога | Реф.   |
| ------ | -------------- | -------------- | ------ |
| 2021.  | Twelve Minutes | Човек          | [ 70 ] |

## Звучне књиге и радио
| Година | Наслов                          | Улога        | Реф.   |
| ------ | ------------------------------- | ------------ | ------ |
| 2013.  | Neverwhere                      | Ричард Мејху | [ 5 ]  |
| 2015.  | Orson Welles' Heart of Darkness | Марло        | [ 5 ]  |
| 2020.  | The Sandman                     | Сан          | [ 71 ] |